# Villa Cosel

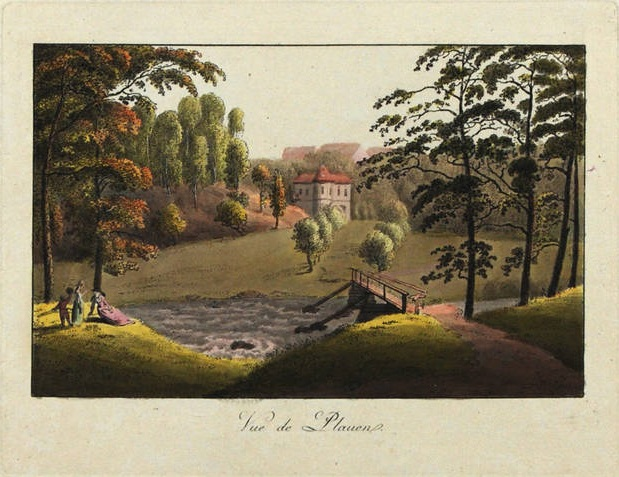
Villa Cosel um 1786

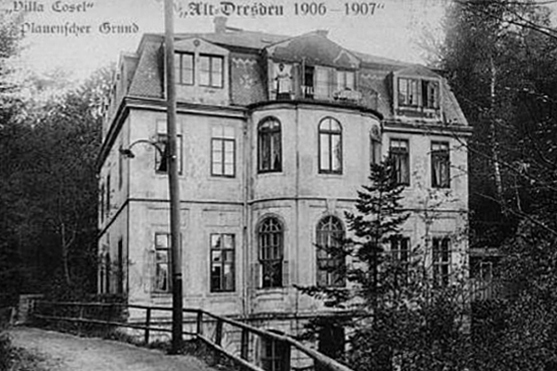
Villa Cosel um 1906

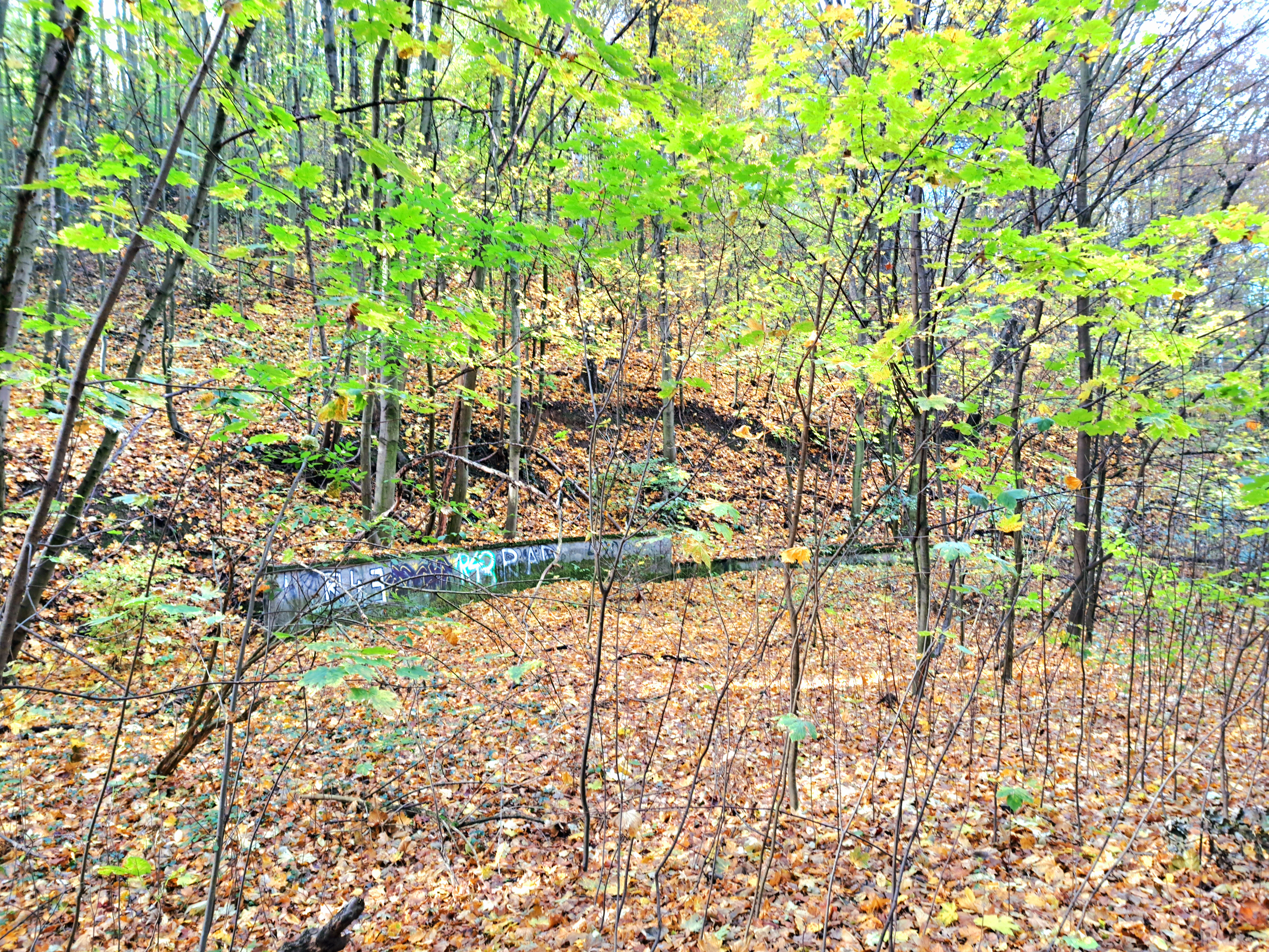
Mauerreste der Villa 2023

Die Villa Cosel war eine Villa in Dresden.

## Geschichte
Am 11. August 1767 kaufte der Reichsgraf Friedrich August von Cosel zur Anlegung eines Bergwerkes ein Grundstück im Plauenschen Grund oberhalb der Weißeritz in einem kleinen schmalen Seitental in der Gemarkung Coschütz. Er erkaufte die Nutzungsrechte und von dem Coschützer Hufner Andreas Rühle. Dort wollte er ein Bergwerk, eine Halde, Sturz und den Bau eines Huthauses zur Kupfergewinnung anlegen. Der angelegte Stollen mit dem Spruch Neue Segen-Gottes-Stolln am Mundloch hatte eine Länge von 16 Meter und ist heute noch erkennbar. Der Plauensche Grund bot mit den Vorkommen von verschiedenen Mineralien wie Malachit, Bleiglanz und Kupfer Anreize für Versuchsstollen. Spekulanten vermuteten auch Anteile von Silber und Gold, was sich aber als reine Spekulation erwies. Auch die anderen Mineralien waren wenig ertragreich. Der Versuch scheiterte, die Funde waren wenig ergiebig und so entstand an dieser Stelle das sogenannte Bergschlösschen im idyllischen Coschützer Grund nach Plänen von Julius Heinrich Schwarze, später Villa Cosel genannt. Im Kellergeschoss der reizvollen Villa gestattete ein Steinbogen auf der rechten Seite den Durchfluss des kleinen Baches.
Die Cosel Villa war ein in fast quadratischer Grundform errichtetes barockes Bauwerk mit abgerundeten Mittelrisalit mit drei angeordneten Fensterachsen. Rechts und links befanden sich jeweils zwei Fensterachsen. Das Bauwerk war mit einfacher Putzfassade mit Lisenen und Gewänden und Gesimse geschmückt. Wechselnde Fensterformen gaben dem Bau eine harmonische sehenswerte Abwechslung. Das mit Biberschwänzen gedeckte gewalmte Satteldach wurde vom Mittelrisalit in spitzer Form überragt. Die Zimmer im Vorderteil waren recht großzügig und geräumig angelegt. Hangseitig befanden sich die Neben- und Hauswirtschaftsräume und das Treppenhaus. Zur Villa gehörten auch zur Hanglage hin errichtetes Wirtschaftsgebäude mit Wohnräumen für Bedienstete sowie Stallungen. Das Gebäude war zur Sommernutzung errichtet worden und diente anfangs für amouröse ausschweifende Feste und Abenteuer. Die Villa blieb bis zum Jahr 1863 im Besitz der Familie Cosel. So erbte die Gräfin von Bünau geborene Cosel im Jahr 1781 das Bergschlösschen. Das Sommeranwesen war ja nicht für Wohnzwecke geeignet und drohte durch sporadische Nutzung zu verfallen.
Im Jahr 1868 erwarb ein Fleischermeister Schmidt das Anwesen und ließ es umgestalten. Das barocke Erscheinungsbild wurde im Jahr 1873 durch ein aufgesetztes Geschoss entstellt. Weiterhin wechselten die Besitzer des Gebäudes. Dazu gehörten Künstler, Handwerksmeister aus Dresden und aus Gemeinden des Plauenschen Grundes. Ballettmeister Karl Marquardt vom Leipziger Stadttheater verbrachte in der Villa seine letzten Lebensjahre von 1840 bis zu seinem Tod im Jahre 1863. Schließlich kaufte die benachbarte Felsenkellerbrauerei Haus und Gelände und nutzte das Areal als Aschenhalde. Durch den Umbau im Jahre 1901 wurde die Villa durch die neuen Besitzer der Felsenkellerbrauerei zur Unkenntlichkeit in ein Mietshaus mit ausgebauten Dachgeschoss verbaut. Das nun bewohnte Haus mitten im Grünen und vor der Abfallhalde der Felsenkellerbrauerei wurde immer mehr von ärmeren Mietern genutzt. Das Gebäude wurde mit der Zeit sich selbst überlassen, lediglich 1932 wurden Dachreparaturen ausgeführt. Nach dem Jahr 1945 sind zudem Heimatvertriebene einquartiert worden. Später wieder zu Wohnzwecken genutzt und ab den 1960er Jahren an kinderreiche Familien vermietet. Ab dem Jahr 1970 setzte der Verfall dem Gebäude stark zu, so dass es leer gewohnt wurde und stark vermüllte. Schließlich erfolgte im Jahr 1975 der Abriss durch Sprengung und die Beräumung der Schuttmassen. Inzwischen hat die Natur das Gelände wieder in Besitz genommen. Übrig blieb eine kleinere Stützmauer am ehemaligen Keller des Wirtschaftshauses. Von Coschütz führt ein Wanderweg, der Coselweg, am ehemaligen Standort vorbei bis zum Felsenkeller.